# Macrocoma budura
Macrocoma budura is een keversoort uit de familie bladkevers (Chrysomelidae). De wetenschappelijke naam van de soort werd in 1996 gepubliceerd door Daccordi & Medvedev in Medvedev.